# Golf de Carthage
Le golf de Carthage (arabe : غولف قرطاج) est un terrain de golf situé à La Soukra près de Tunis en Tunisie. Ouvert en 1927, il est dessiné par l'architecte français Yves Bureau. Il est rénové en 1991.